# TLC (chemia)

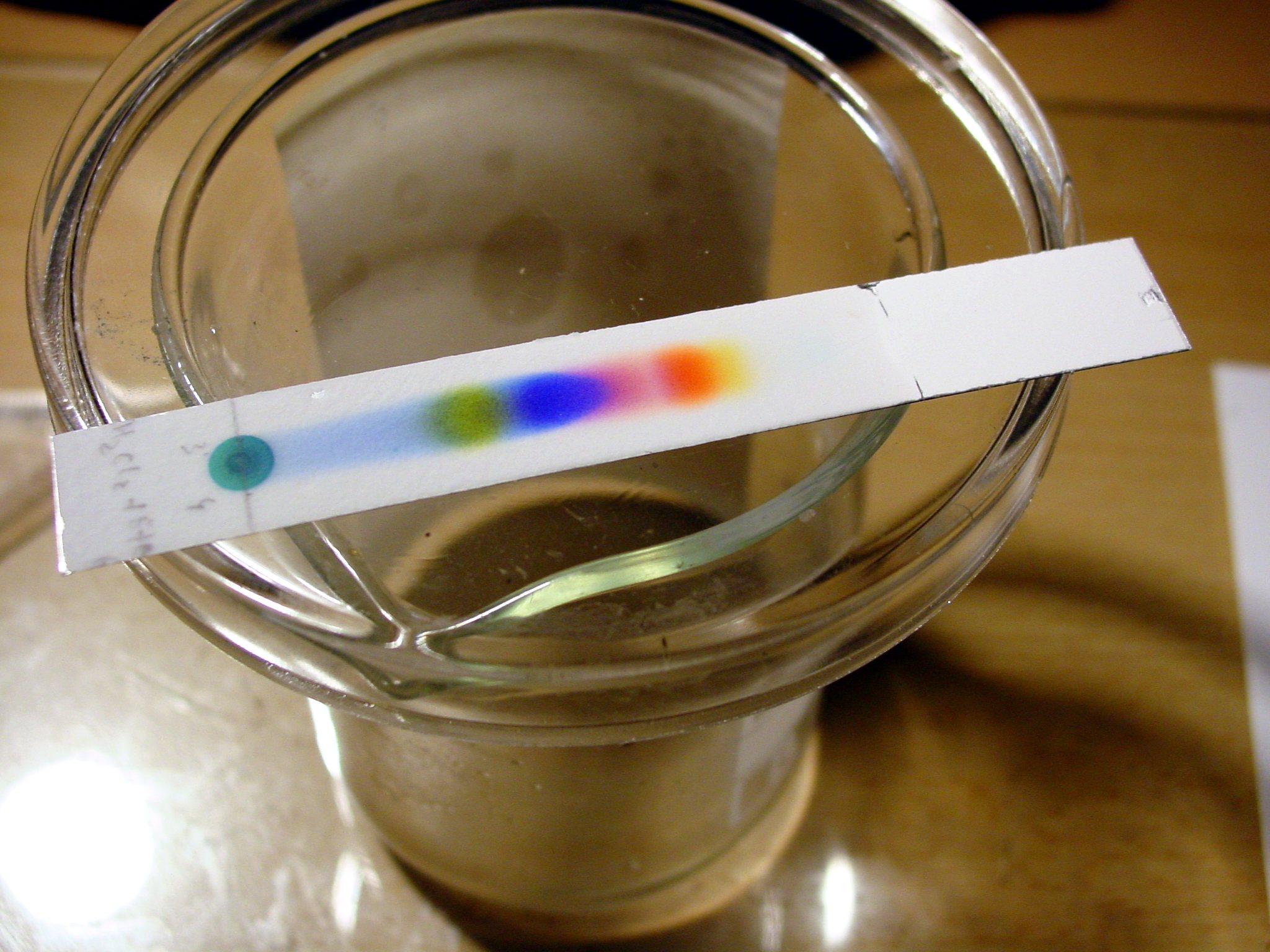
Chromatogram z wynikiem rozdziału barwników atramentu leżący na walcowatej komorze chromatograficznej. Linia startu znajduje się po lewej stronie.

TLC (ang. thin-layer chromatography) – cienkowarstwowa chromatografia cieczowa – technika analityczna (rzadziej preparatywna) służąca do identyfikacji oraz oczyszczania mieszanin związków chemicznych.
Faza rozdzielcza – złoże, czyli faza stacjonarna o właściwościach sorpcyjnych (silikażel, tlenek glinu, rzadziej celuloza lub ziemia okrzemkowa) – jest umieszczana jako cienka (do 0,01–2 mm) warstwa na płytce szklanej, aluminiowej lub wykonanej z tworzywa sztucznego.
Substancje rozdzielane nanosi się punktowo przy dolnej krawędzi płytki, po czym płytkę umieszcza się w komorze chromatograficznej zawierającej eluent, tak by naniesione substancje nie zostały zanurzone. Eluent stopniowo wspina się po płytce dzięki zjawisku kapilarnemu. Powoduje to przemieszczanie się rozdzielanych substancji ku górze. Prędkość ruchu poszczególnych składników rozdzielanej mieszaniny jest zależna od oddziaływań międzycząsteczkowych między związkami chemicznymi obecnymi w analizowanej próbce a fazą rozdzielczą i eluentem. Gdy czoło eluentu dotrze do górnej krawędzi płytki rozdział jest zakończony.
Zależnie od swojej natury fizykochemicznej składniki rozdzielanej mieszaniny docierają w tym czasie na różną wysokość płytki (współczynnik Rf), a równomierność rozmieszczenia plam substancji można charakteryzować ilościowo tzw. funkcjami CRF (chromatographic response functions). W przypadku, gdy substancje nie są naturalnie barwne, ich obecność można stwierdzić, używając zależnie od ich właściwości światła UV, roztworów wywołujących (w których płytka jest zanurzana lub nimi spryskiwana – reagują one specyficznie i barwnie z rozdzielanymi substancjami) lub innych metod (np. wywoływanie w parach jodu, piroliza).
W preparatywnej chromatografii cienkowarstwowej stosuje się zazwyczaj grubsze warstwy fazy stałej (1–2 mm), a rozdzielone związki chemiczne zeskrobuje się z płytki razem ze złożem, po czym wymywa się je za pomocą odpowiedniego rozpuszczalnika.